# HiRUDiN
HiRUDiN è il quarto album in studio del gruppo musicale canadese Austra, pubblicato nel 2020.

## Tracce
Testi e musiche di Katie Stelmanis, eccetto dove indicato.
1. Anywayz – 3:46 (Stelmanis, Cecile Believe)
2. All I Wanted – 3:19
3. How Did You Know? – 4:20
4. Your Family – 1:42
5. Risk It – 3:38
6. Interlude I – 0:28
7. It's Amazing – 4:18
8. Mountain Baby (featuring Cecile Believe) – 3:27 (Stelmanis, Cecile Believe)
9. I Am Not Waiting – 4:34
10. Interlude II – 0:34
11. Messiah – 3:41